# Spoorlijn Forsmo - Hoting
De spoorlijn Forsmo - Hoting (Zweeds: Järnvägslinjen Forsmo–Hoting) is een spoorlijn in centraal Zweden in de provincies Västernorrlands län en Jämtlands län. De lijn verbindt de plaatsen Forsmo en Hoting met elkaar.
De spoorlijn is 121 kilometer lang en werd in 1925 in gebruik genomen.

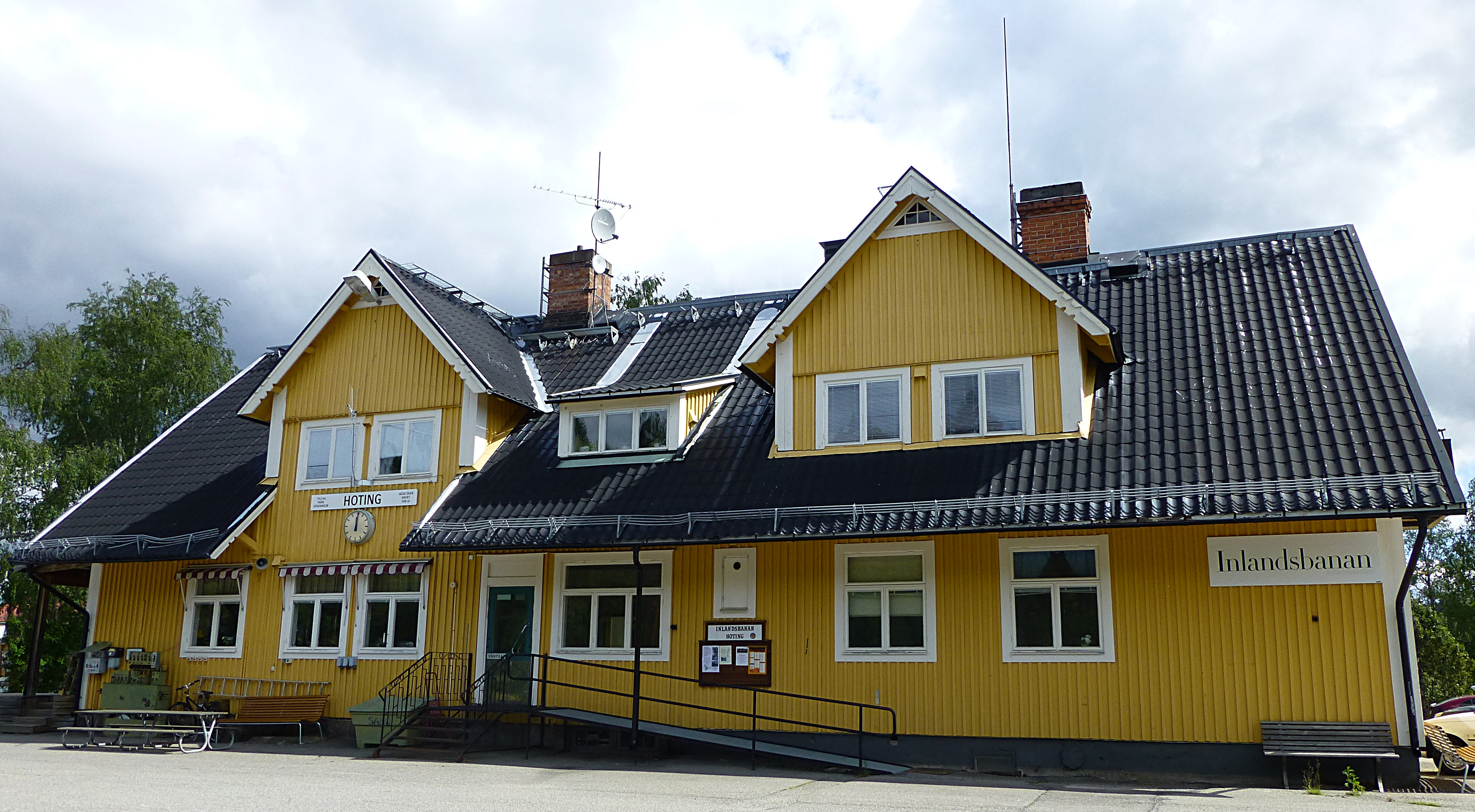
Station van Hoting